# Oeneis alpina
Espèce
Oeneis alpina est une espèce d'insectes lépidoptères (papillons) de la famille des Nymphalidae, de la sous-famille des Satyrinae et du genre Oeneis.

## Systématique
L'espèce Oeneis alpina a été décrite par Alexeï Ivanovitch Kurentzov (d) en 1970.
Elle ne forme qu'une seule espèce avec Oeneis excubitor comme l'ont montré les travaux de Kurentzov

## Liste des sous-espèces
Selon BioLib (12 mai 2021) :
- sous-espèce Oeneis alpina alpina Kurentzov, 1970
- sous-espèce Oeneis alpina execubitor Troubridge, Philip, Scott & Shepard, 1982
- sous-espèce Oeneis alpina ostracon Korb, 1996

## Noms vernaculaires
Oeneis alpina se nomme Sentinel Arctic en anglais.

## Description
Oeneis alpina est de couleur sable et l'aile postérieure présente deux ocelles marron pupillés.
Le revers des antérieures est semblable, celui des postérieures est suffusé de gris vert plus intense dans la partie basale.

## Biologie

### Période de vol et hivernation
Oeneis alpina vole en une génération de fin juin à fin juillet, surtout une années sur deux ce qui donne à penser que son développement demande deux années.

### Plantes hôtes
Les plantes hôtes sont pas connues

## Écologie et distribution
Il est présent en Alaska, au Canada dans le nord du Yukon et des Territoires du Nord-Ouest et dans la Péninsule tchouktche.

### Biotope
Il réside dans la toundra herbeuse humide et sur les collines sèches.